# Домарадз (Підкарпатське воєводство)
Домарадз (пол. Domaradz) — село на Закерзонні, у гміні Домарадз, Березівського повіту Підкарпатського воєводства, у південно-східній частині Польщі. Населення — 3054 особи (2011).

## Розташування
Розташоване приблизно за 12 км на північний захід від повітового центру Березова і за 28 км на південь від воєводського центру Ряшева.

## Історія
Село вперше згадується в 1349 р., було закріпачене за німецьким правом.
Село знаходиться на заході Надсяння, де внаслідок примусового закриття церков у 1593 р. українське населення зазнало латинізації та полонізації. На 1936 р. рештки українського населення належали до греко-католицької парафії Іздебки Динівського деканату Апостольської адміністрації Лемківщини. Село належало до Березівського повіту Львівського воєводства.
У 1975—1998 роках село належало до Кросненського воєводства.

## Демографія
Демографічна структура станом на 31 березня 2011 року:
|          | Загалом | Допрацездатний вік | Працездатний вік | Постпрацездатний вік |
| -------- | ------- | ------------------ | ---------------- | -------------------- |
| Чоловіки | 1504    | 313                | 1035             | 156                  |
| Жінки    | 1550    | 336                | 873              | 341                  |
| Разом    | 3054    | 649                | 1908             | 497                  |